# Litoria bulmeri
Litoria bulmeri es una especie de anfibio anuro de la familia Pelodryadidae.

## Distribución geográfica
Es endémica de Nueva Guinea (Papúa Nueva Guinea). Los científicos la encontraron en las montañas entre 1500 y 2000 metros sobre el nivel del mar.   No vive en muchos lugares.

## Apariencia
Esta rana tiene una raya oscura debajo de su ojo y por el lado de su cuerpo.  A veces tiene amarillo en su frente.
En la idioma local, esta rana se llama kogop.